# غالين كلارك

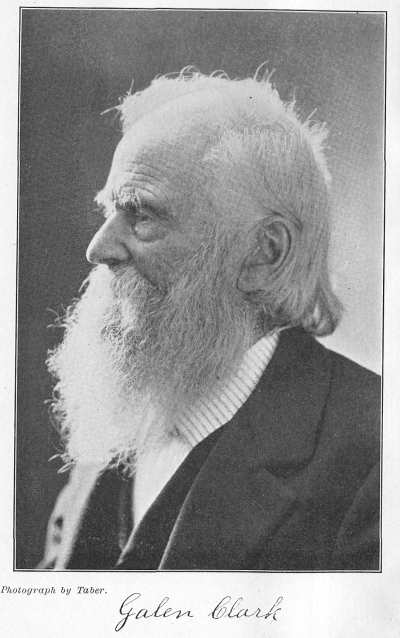
جالين كلارك

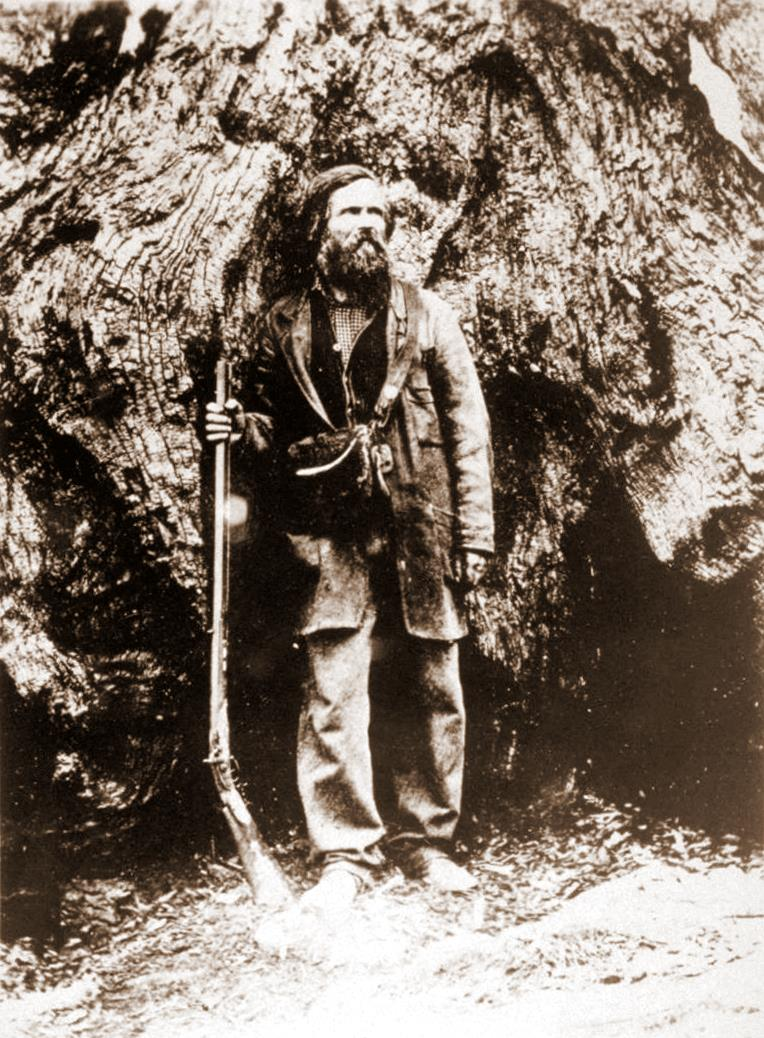
غالين كلارك في بستان الشجرة الكبيرة

غالين كلارك (بالإنجليزية:Galen Clark) (28 مارس 1814 - 24 مارس 1910) يعرف بأنه أول أمريكي أوروبي اكتشف بستان ماريبوسا من أشجار السيكويا العملاقة، وهو معروف بدوره في الحصول على تشريعات لحمايته وحماية منطقة يوسيميتي، وكان يعد لفترة 24 عاما بمثابة حارس لمتنزه يوسيميتي الوطني.

## النشأة والتعليم
ولد غالين كلارك في شيبتون (Shipton)، شرق كندا (تدعى الآن كيبيك (Quebec)) في عام 1814.

## الزواج والأسرة
انضم إلى الهجرة إلى الغرب في شبابه. في ميسوري التقى وتزوج بريبيكا ماكوي (Rebecca McCoy). كان لديهم طفلان إلفيرا م. (Elvira M)، التي تزوجت وأصبحت طبيبة في أوكلاند، كاليفورنيا؛ وابنة أخرى تزوجت جون ت. ريجان من سبرينغفيلد، ماساتشوستس.

## الانتقال إلى كاليفورنيا
بعد وفاة زوجته، انتقل كلارك إلى كاليفورنيا سعيًا للثروة، تقريبًا عام 1848 في وقت حمى الذهب في كاليفورنيا. عام 1853 في سن ال 39، أصيب كلارك بالتهاب رئوي حاد تم تشخيصه على أنه السل (tuberculosis) (وقد كان يطلق عليه في ذلك الوقت consumption).أخبره الأطباء أنه سيعيش لفترة ستة أشهر، حيث لم يكن لديهم علاج بالمضادات الحيوية في ذلك الوقت، ولكن أوصوه بالراحة والهواء الطلق.
انتقلت كلارك إلى منطقة واونا بكاليفورنيا. «ذهبت إلى الجبال لأخذ فرصتي في الموت أو الكبر بشكل أفضل، والتي اعتقدت أنها كانت متساوية.» (غالين كلارك، 1856) عند اكتشافه لبستان ماريبوسا ذا السيكويا العملاق، قضى غالين كلارك معظم وقته في استكشاف المنطقة وتعليم الآخرين عن أسرار الأشجار العملاقة.
وكتب عن حماية البستان لأصدقائه والكونغرس الأمريكي. وقد ساهم في كتابة وإقرار القوانين لحماية المنطقة، والحصول على دعم من السيناتور الأمريكي جون كونيس (John Conness) من كاليفورنيا. تم توقيع قانون منح يوسيميتي من قبل الرئيس أبراهام لينكولن. فتم التنازل عن الأرض إلى ولاية كاليفورنيا للحفاظ عليها، وكانت المنحة الأولى من نوعها. وكان التشريع لحماية وادي يوسيميتي وبستان ماريبوسا من سيكوياس العملاقة ل «الاستخدام العام، والتردد عليها والاستجمام... وتترك غير قابلة لأن تحول ملكيتها لأحد أبدًا.» أصبح غالين أول «وصي على المنحة». وشفيت رئتيه، واستكشف الكثير من المنطقة.

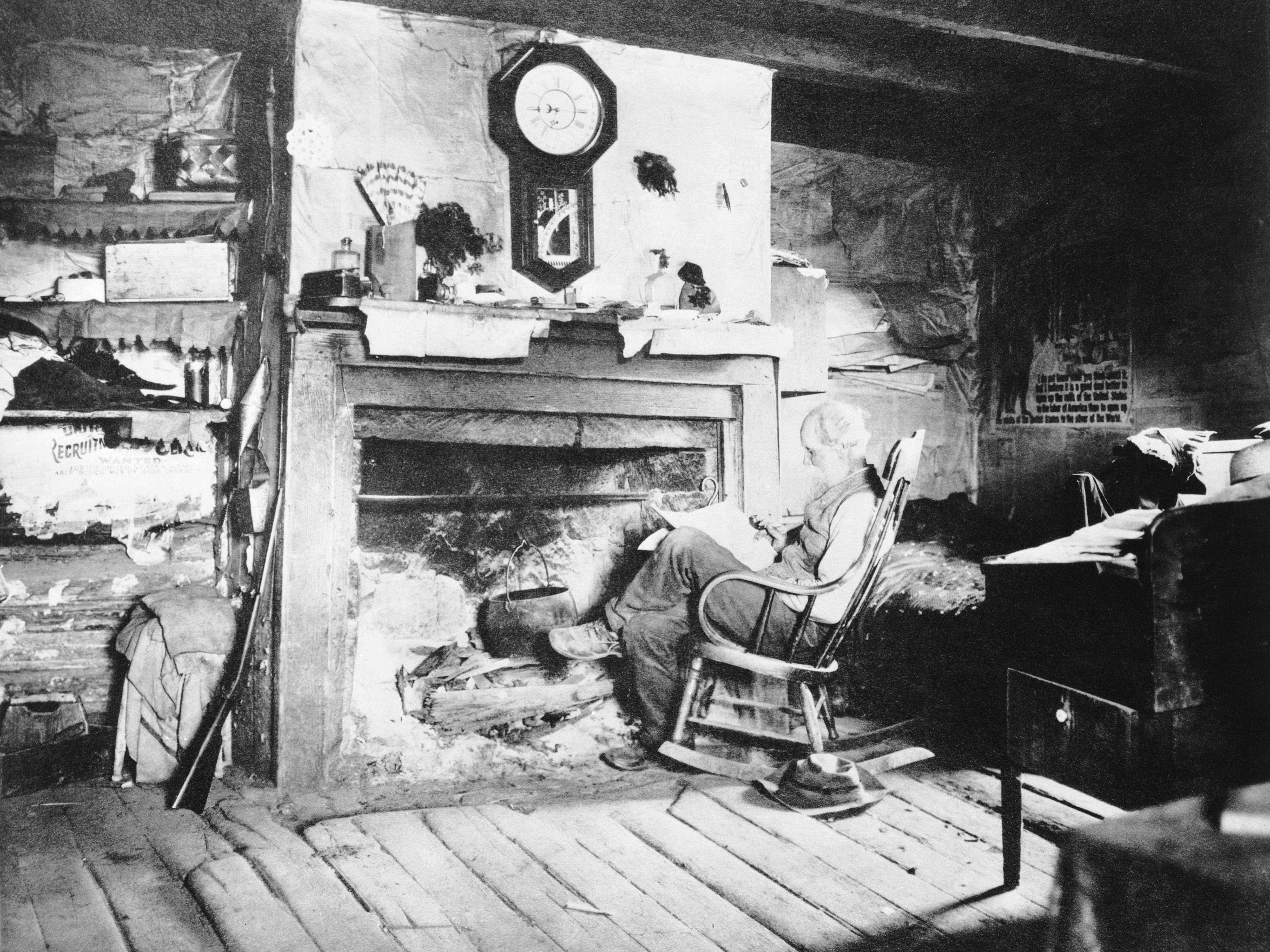
صورة لكلارك في سنواته الأخيرة

لم يسعى كلارك إلى إثراء نفسه من وادي يوسيميتي أو أشجار السيكويا. كان يدير فندق متواضع وخدمة الدليل. لقد كان رجل أعمال فقير، وكان دائما في الديون. فمحطته (Clark's Station)، على سبيل المثال، كان لديها عدد من الموظفين أكثر مما هو مطلوب لعدد الضيوف.[بحاجة لمصدر]
في نهاية حياته، كان كلارك فقير للغاية. وقد كتب ثلاثة كتب عن يوسيميتي. وتشمل كتاب هنود يوسيميتي (1904) ووادي يوسيميتي (1910).كتاب كلارك عن أشجار السيكويا بسيط، واقعي، ومباشر. ترك دوره الشخصي في اكتشاف وتعريف وحماية بستان ماريبوسا من الأشجار الكبيرة. عمل على حماية الفندق، وكدليل، ووصي على يوسيميتي وبستان ماريبوسا.
قضى كلارك بعض الوقت في سمرلاند، وهي مستعمرة روحانية في جنوب كاليفورنيا، بالقرب من سانتا باربرا. منزله لا يزال يوجد في شارع شيلبي (Shelby).
في عام 1910 توفي في منزل ابنته د. إلفيرا م. لي في أوكلاند، كاليفورنيا.

## الإرث والتكريم
- اكتسب كلارك الحفاظ على ما قد أصبح حديقة يوسيميتي الوطنية، ورفع مستوى الوعي بالبرية، واضعًا مثالا للحفاظ على النظم الإيكولوجية الأخرى والمناطق البرية.
- اليوم، السيكويا العملاقة التي يعتقد أنها كانت الأولى من نوعها التي رآها كلارك في ماريبوسا غروف سميت بـ «شجرة غالين كلارك» (طولها 240 قدم؛ وقطرها 15.3 وهي على 10 أقدام فوق قاعدة المتوسط) في ذكرى مساهمته في الحفاظ على النظام البيئي للسيكويا العملاقة وفكرة الحديقة الوطنية.[4][5]
- جبل كلارك ونطاق كلارك، ويقعان شرق وادي يوسيميتي، سميا باسمه تكريمًا له.[6]

## الثقافة الشعبية
- تم تصوير حياة كلارك وجهودها للحفاظ على السيكويا العملاقة في يوسيميتي عام  1976 في فيلم الجارديان من البرية (المعروف أيضا باسم رجل الجبل).[7] قام بتمثيل دوره دنفر بايل.

## مطبوعات
- Clark، Galen (1904). Indians of the Yosemite valley and vicinity, their history, customs and traditions. G. Clark. OCLC:65664888. مؤرشف من الأصل في 2019-06-04.
- Clark، Galen (1907). The big trees of California, their history and characteristics. G. Clark [Redondo, Cal: Press of Reflex Pub. Co.] OCLC:344915. مؤرشف من الأصل في 2019-05-23.
- Clark، Galen (أبريل 1909). "Yosemite: Past and Present". Sunset. مؤرشف من الأصل في 2019-04-25.
- Clark، Galen (1910). The Yosemite Valley, its history, characteristic features, and theories regarding its origin. N. L. Salter. OCLC:4721921. مؤرشف من الأصل في 2019-05-10.
- Clark، Galen (1964). Early days in Yosemite Valley. OCLC:4175271. مؤرشف من الأصل في 2019-04-23. Originally published as "A Plea for Yosemite" in Yosemite Nature Notes (February 1927), from a manuscript written c. 1907.

## تشريفات
- Mount Clark (California)
- Clark Range (California)

## وصلات خارجية
- مؤلفات Galen Clark في مشروع غوتنبرغ
- أعمال أو نبذة عن غالين كلارك على أرشيف الإنترنت
- Short radio episode Samoset about John Muir showing Ralph Waldo Emerson the Mariposa Grove and Galen Clark asking Emerson to name a tree, from The Life and Letters of John Muir, 1923. California Legacy Project.
- غالين كلارك على موقع فايند أغريف